# Parlatoria alba
Parlatoria alba är en insektsart som beskrevs av Bellio 1929. Parlatoria alba ingår i släktet Parlatoria och familjen pansarsköldlöss.
Artens utbredningsområde är Vietnam. Inga underarter finns listade i Catalogue of Life.